# 小嶋信之
小嶋信之（おじま　のぶゆき）は、日本の体操インストラクター。
1994年4月〜1995年3月の1年間、NHK衛星第2放送（BS2）で放送された子供向け番組「あさごはんだいすき」、次番組「にこにこぷんがやってきた!」（1995年4月〜1999年3月の4年間放送）にたいそうのおにいさんとして出演した。愛称はのぶにいさんとよばれていた。

## 来歴
「あさごはんだいすき」では「信にいさん」の名前で親しまれ、とてもさわやかなキャラクターであった。また、たいそうのおにいさんは2人で構成されており、もう1人のたいそうのおにいさん・山岸隆弘と人気を二分していた。1995年3月、番組が終了。4月より、新番組「にこにこぷんがやってきた!」がスタート。引き続き、たいそうのおにいさんとして1997年3月まで山岸とともに出演。
番組卒業後は、ベネッセコーポレーション『こどもちゃれんじ・ぷち』のビデオにて、体操マン「のぶりん」として1998年〜2003年の間出演。現在はNHK教育テレビ「いないいないばあっ!」の指導スタッフである他、数々のイベントなどに出演しており、イベント出演の際には「のぶりん」として出演している。また、NHK『おかあさんといっしょ』10代たいそうのおにいさんである佐藤弘道とは大学時代の同級生であり、現在でも親交があるという。

## おかあさんといっしょ ファミリーコンサートへの出演
| 公演   | タイトル               | 出演者（一部を除く） |
| ------ | ---------------------- | --- |
| 1994年 | すてきなうた だいすき! | 速水けんたろう、茂森あゆみ、佐藤弘道、松野ちか みど、ふぁど、れっしー、そらお 坂田おさむ、美咲あゆむ、飯田ミカ、小嶋信之、山岸隆弘 じゃじゃまる、ぴっころ、ぽろり         |
| 1994年 | 世界のうた こんにちは  | 速水けんたろう、茂森あゆみ、佐藤弘道、松野ちか みど、ふぁど、れっしー、そらお 小嶋信之、山岸隆弘、クロイ・マリー・マクナマラ、ジョンジョン じゃじゃまる、ぴっころ、ぽろり |
| 1995年 | おはなし列車で行こう   | 速水けんたろう、茂森あゆみ、佐藤弘道、松野ちか みど、ふぁど、れっしー、そらお 小嶋信之、山岸隆弘、じゃじゃまる、ぴっころ、ぽろり                                          |